# Jukbeen
Het jukbeen jukboog of os zygomaticum is een gepaard bot, een van de aangezichtsbeenderen, dat deel uitmaakt van de schedel. Het bevindt zich aan de voorkant van het hoofd, bovenaan de wang en maakt deel uit van de oogkas en van de wand van de neusholte. De plaatsing en vorm van de jukbeenderen is van grote invloed op de aanblik van het gezicht. Bij de make-uptechniek contouring ligt dan ook veel aandacht op het optisch aanpassen of versterken van de plaatsing van het jukbeen.